# Herbert Maryon
 (janvier 2023).
Herbert Maryon est un orfèvre, sculpteur et restaurateur d'art britannique né le 9 mars 1874 à Londres et mort le 14 juin 1965 à Édimbourg.

## Biographie
Après des études d'art et une période d'apprentissage auprès de Charles Robert Ashbee, Herbert Maryon devient en 1900 le premier directeur de la Keswick School of Industrial Art (en), un établissement qui s'inscrit dans le mouvement Arts & Crafts. Il poursuit une carrière d'enseignant à l'université de Reading de 1907 à 1927, puis à l'université de Durham de 1927 à 1939. Durant cette période, il expose plusieurs sculptures à la Royal Academy et à la Walker Art Gallery, dessine des monuments aux morts et s'intéresse à l'archéologie.
Il prend sa retraite en 1939, mais le British Museum fait appel à lui en 1944 pour la restauration du casque de Sutton Hoo et des autres objets découverts dans le bateau-tombe anglo-saxon de Sutton Hoo lors des fouilles de 1938-1939. Cette tâche l'occupe jusqu'en 1950 et les résultats de son travail sont salués par les spécialistes. Il devient membre de la Society of Antiquaries of London en 1949 et est nommé officier de l'ordre de l'Empire britannique en 1956. Il continue à travailler pour le British Museum jusqu'en 1962, notamment en restaurant le casque d'Émèse en 1955.
La reconstitution du casque de Sutton Hoo proposée par Herbert Maryon sert de base à la deuxième reconstitution du casque, effectuée au début des années 1970, qui apporte quelques corrections à son travail. Il est également l'auteur d'un manuel pratique, Metalwork and Enamelling, qui est réédité à plusieurs reprises après sa parution originale en 1912, signe d'une grande popularité.
Il est le frère cadet de la sculptrice Edith Maryon.